# Sklepy Komfort
Sklepy Komfort S.A. – polskie przedsiębiorstwo zarządzające siecią sklepów oferujących produkty przeznaczone do aranżacji i wykończenia wnętrz. 
Sprzedaż realizowana jest poprzez sieć sklepów stacjonarnych, a także za pośrednictwem sklepu on-line. Siecią zarządza spółka Sklepy Komfort S.A., od 2014 roku kontrolowana przez Michała Sołowowa.

## Historia
Spółka Sklepy Komfort w obecnej formie prawnej została założona w 2006 roku, początkowo z siedzibą w Szczecinie. W kwietniu 2007 r. sieć przeszła na własność funduszu Polish Enterprise Fund VI zarządzanego przez Enterprise Investors, zaś w sierpniu 2007 roku przejęła od duńskiego koncernu Taeppeland Holding sieć sklepów Topwert Świat Dywanów Sp. z o.o. Jedynym akcjonariuszem od 2007 roku był Polish Beta Group S.a.r.l.
W 2008 roku Komfort otworzył nowe biuro w Łodzi, dokąd przeniósł centralę operacyjną, aby skuteczniej zarządzać siecią sklepów. W 2010 roku do Łodzi została formalnie przeniesiona siedziba spółki. W Strykowie pod Łodzią ulokowany jest należący do spółki największy i najnowocześniejszy magazyn dystrybucyjny wykładzin zrolowanych w Europie Środkowej.
Także w 2008 roku Komfort zaczął rozwijać sieć poprzez franczyzę. Sklepy franczyzowe otwierane były w miastach 25–70 tys. mieszkańców; obecnie jest ich około 20, plus 80 punktów partnerskich. W marcu 2009 otwarto w czeskim Ołomuńcu pierwszy zagraniczny sklep sieci Komfort. W maju 2009 roku spółka rozpoczęła proces poszerzania swojej oferty o kolejne branże wyposażenia wnętrz – tkaniny dekoracyjne, drzwi oraz schody.
W lipcu 2009 roku ukazał się pierwszy numer magazynu „Twój Komfort”, poświęconego aranżacji wnętrz.
Pod koniec 2013 roku sieć została kupiona przez podmioty należące do Michała Sołowowa. Od 2014 roku 100% akcji posiadał kontrolowany przez niego Barcocapital Investment Ltd, a od 2019 roku: luksemburski fundusz inwestycyjny Michała Sołowowa Black Forest SICAV-SIF SA

## Nagrody i wyróżnienia
- 2022: Złote Godło Konsumencki Lider Jakości 2022 kategorii "Specjalistyczne sklepy z pokryciami podłogowymi i drzwiami"
- 2009: Godło Jakości Obsługi w Programie „Jakość Obsługi 2008”
- 2008: tytuł „Firma roku 2008” w trzeciej edycji konkursu „Złote Ville”, tytuł „Solidny Pracodawca Roku”, „Złoty Laur Klienta” w kategorii dystrybutorów pokryć podłogowych.
- 2004: Komfort SA jest pierwszą siecią handlową, która otrzymała godło Teraz Polska.